# コミックルーム
株式会社コミックルーム（カブシキガイシャコミックルーム、英語: COMIC ROOM, Inc.）は、漫画の企画・制作・販売を手がける日本の漫画制作スタジオ。

## 概要
2020年4月、小学館で『裏サンデー』および『マンガワン』の創刊編集長を務めた石橋和章と、共同代表の宮口理沙によって設立された。
編集者がシナリオ制作を行うことを特徴としており、社内のクリエイターと約1,200名の外部ネットワークを通じてオリジナルIPの企画・制作・販売を行っている。当初は他社からの制作委託モデルを主としていたが、2023年より自社で企画から販売までを一貫して手掛ける電子コミックの直販モデルへ移行した。
また代表作である『TSUYOSHI 誰も勝てない、アイツには』は2025年1月時点で累計部数500万部に達している。

## 沿革
- 2020年4月 - 石橋和章と共同代表の宮口理沙により株式会社コミックルームを設立[5]。
- 2022年
  - 4月15日 - NTTソルマーレ運営の「コミックシーモア」にて、双葉社との3社協業レーベル『シーモア×COMIC ROOM』の独占先行配信を開始[6]。
  - 11月 - 制作作品『あなたは私におとされたい』MBSの「ドラマ特区」枠で実写ドラマ化発表[7]。
- 2023年
  - 2月 - 制作作品『バツイチがモテるなんて聞いてません』がMBS「ドラマ特区」枠で実写ドラマ化発表[8]。
  - 3月20日 - 双葉社との共同でコミックス協業レーベル「双葉社×COMIC ROOM」を創設。[9]
  - 8月10日 - ビジネスモデルを委託から自社直販モデルへと変更。第一弾として『夫の消し方』『恩を仇で返された令嬢の家族が黙っている訳がない』『復讐のサレ妻～夫の不倫相手は保育士でした～』『愛と情欲』の配信を開始[10]。

## 特徴

### 制作体制
代表の石橋は、全社員が漫画の原作（シナリオ）を執筆する体制を採っていると述べている。この体制について、分業制にすることで制作スピードを上げ、多種多様なジャンルの作品を量産することが可能になるとインタビューで語っている。

### ビジネスモデル
設立当初は、出版社や電子書籍プラットフォーマーなどから漫画制作を受託するモデルであったが、2023年8月以降は、自社で企画・制作したオリジナル作品を電子書籍プラットフォームへ直接配信・販売する「直販モデル」を事業の主軸としている。

## 主な作品

### サイコミ
- TSUYOSHI 誰も勝てない、アイツには
- あなたは私におとされたい
- 鶴子はまだ四十五だから！
- 化物JKミクロちゃん！
- クレイジーラン
- ヤクザはサウナに入れますか?
- まさかな恋になりました。
- 追放皇子の帝位奪還
- あっ、次の仕事は バケモノ退治です。
- 黒魔無双
- ハート＆ハッスル
- サラリーマンTAKE2
- Y田の伝説
- 婚約者と三人の元カレ
- 異世界日本～暗殺一家の三男は異界化した日本で無双する～

### コミックシーモア
- バツイチがモテるなんて聞いてません
- 売られた辺境伯令嬢は 隣国の王太子に溺愛される
- 恩を仇で返された令嬢の家族が黙っている訳がない
  - The Lady's Family Whose Kindness Was Repaid With Betrayal Takes Revenge
- 不倫暴露パーティ
- 神域の巫女〜無能のフリをして、今日も平和に過ごします〜
- 輪廻の巫女〜時を超え、大神様から寵愛される〜
- 恋と地獄
- 死に戻った妃は華麗なる復讐を遂げる
- 我が復讐に祝福を
- 完璧すぎるが故三度も婚約破棄された令嬢は隣国の王太子と結ばれる！？
- 最大限こちらに有利な条件で婚約破棄させていただきますわ！そして、愛しの王太子様に嫁ぎます！
- 大正復讐代行クロユリ
- 夫の消し方
  - How to Get Rid of a Husband
- もうパパなんていらないよね
- 貴方が私を愛しているのは、とっくにお見通しです！
- 限界家族
- 復讐のサレ妻～夫の不倫相手は保育士でした～
  - A Scorned Wife's Revenge: Affair With the Nursery School Teacher
- 愛と情欲
  - Love and Lust
- 虐げられ令嬢は 人嫌いの魔法使いに 弟子入りする
- 私、僭越ながら天才ですの～その令嬢は非凡な推理力で愛の虚実を看破する～
- パラダイスヘル
- 婚約破棄されましたが、幸せになってみせますわ！アンソロジーコミック

### めちゃコミック
- フウフヤメマスカ？
- 恋の奈落

### LINEマンガ
- 能ある夫人は離縁届けを叩きつける
- 魔女の私を信じて

### ピッコマ
- ノミの心臓のおっさん、竜の心臓を手に入れる。
- ブリンブリン皇国物語～古の皇女と七人の護人～
- 王妃リドリーの恋と嘘

### ブックライブ
- 執着～この女から逃げられない～

### ビッグコミックス
- アート＆マネー